# Šušteršič
Šušteršič je priimek več znanih Slovencev:
- Alojz Šušteršič (tudi Alois Schusterschitz / Alojz Šusteršič) (1867—1948), avstroogrski kontraadmiral, brat Ivana Šušteršiča
- France Šušteršič (*1945), geolog, krasoslovec in jamar
- Frančišek Saleški Šušteršič (1864—1911), rimskokatoliški duhovnik in urednik
- Ivan Šušteršič/Šusteršič/ (1863—1925), pravnik in politik
- Izidor Šušteršič (*1977), deskar na snegu, trener reprezentance
- Iztok Šušteršič, dr., vodja raziskovalne skupine Trajnostna gradnja z obnovljivimi materiali v InnoRenew CoE
- Jana Šušteršič (*1985), pevka
- Janez Šušteršič (*1966), ekonomist, univ. prof. in politik
- Julij Šušteršič (1843—1912), igralec
- Martin Šušteršič (*1992), nogometaš
- Mateja Šušteršič Dimic, kiparka, novodobna umetnica (dišava, ki je poletela na mednarodno vesoljsko postajo)
- Matic Šušteršič (1980—2005), atlet (tekač)
- Mirko Šušteršič (1891—1984), gozdarski in lovski stokovnjak, urednik, muzelec?
- Tomaž Šušteršič, generalni sekretar Organizacijskega komiteja Planica
- Venceslav (Srečko) Šušteršič (1924—1994), duhovnik, frančiškan, misijonar v Boliviji